# Ретикулон-4
Ретикулон-4 (RTN4, Nogo) — один из четырёх белков семейства ретикулонов млекопитающих, имеющий три известных сплайс-варианта: Nogo-A, Nogo-B, Nogo-C. Самая крупная изоформа, Nogo-A, является мощным ингибитором роста нейритов в ЦНС.
Одно исследование говорит о том, что крупный экзон 3, специфичный для Nogo-A и кодирующий N-терминальную последовательность, способную сильно ингибировать рост нейритов, возник приблизительно 350 млн. лет назад, возможно, при переходе от водных к сухопутным животным. Подобно другим белкам семейства, ретикулон-4 содержит ретикулоноподобный домен (RHD), и характерная для домена гидрофильная петля, носящая у этого белка название Nogo-66, вызывает коллапс нейрональных конусов роста, взаимодействуя с рецептором RTN4R (он же Nogo-66-рецептор либо Nogo-рецептор, сокр. NGR).
Одно исследование говорит о том, что ещё одним рецептором, связывающимся с Nogo и другими факторами, влияющими на регенерацию аксонов - MAG и OMGP, является PirB.